# Фалло (коммуна)
Фалло (итал. Fallo) — коммуна в Италии, расположена в регионе Абруццо, подчиняется административному центру Кьети.
Население составляет 162 человека, плотность населения составляет 32 чел./км². Занимает площадь 5 км². Почтовый индекс — 66040. Телефонный код — 0872.